# Első bengázi csata
A bengázi csata a 2011-es líbiai tüntetések részeként tört ki a hadsereg egységei, a Moammer Kadhafihoz hű fegyveres egységek és a Kadhafi-ellenes erők között. Összecsapásokra került sor Bengáziban, Al-Bajdában és Darnában is. Bengáziban a legtöbb összetűzésre akkor került sor, miközben megostromolták a kormányzati ellenőrzés alatt állt Katíba (Phalanx) épületegyüttest.

## Kezdetek
Bengáziban kétnapnyi tüntetést követően február 17-én vette kezdetét az ütközet. A biztonsági erők tüzet nyitottak a tüntetőkre, akik közül 14-en életüket vesztették. Másnap az egyik halott temetési menete elhaladt a Katíba épületegyüttes előtt. A beszámolók nem egységesek abban, hogy a gyászolók dobálták-e meg kővel a katonákat, vagy a véderők nyitottak-e tüzet, minden különösebb ok nélkül, az elhunyt búcsúztatóira. Az összecsapás következtében újabb 24 ellenzéki vesztette életét. A mészárlás után a tüntetők két, a sortűzért felelőssé tett rendőrt felakasztottak. Később a rendőrség és a katonaság is kivonult a városból, és a tüntetők vették át a terület irányítását. Néhány helyi katona átállt a tüntetőkhöz, akiknek segítségével elfoglalták a helyi rádióállomást. Al-Bajdában meg nem erősített hírek szerint a helyi rendőrök és a felkelést kézben tartók átálltak a tüntetők oldalára. 18-án már csak a Katíba épületegyüttesben voltak számbeli fölényben Kadhafi támogatói.
Február 19-én egy másik temetési menet is elhaladt a Katíba előtt, még mielőtt a temetőhöz érkeztek volna. Az épületről Kadhafi szimpatizánsai ismét tüzet nyitottak az ott elhaladó tömegre. Ekkorra már 325 dél-afrikai zsoldost is a helyszínre szállítottak. Idegen zsoldosok más városokban is segítettek a rend helyreállításában. Február 18-án és 19-én nagyobb összetűzésekre került sor a zsoldos hadsereg és az ellenzéki erők között. 50 afrikai zsoldost Al-Bajdában kivégeztek, amikor  felgyújtották azt a rendőrállomást, melyben fogva tartották őket. Ezen kívül ugyanitt, illetve Bengáziban és Dernában 15 zsoldost meglincseltek. Többek testét kitették közszemlére. Erről felvétel is készült.
Miután egymást követően már a második gyászszertartást zavarták meg a katonák, az ellenzéki vezetők buldózerekkel próbálták áttörni a Katiba falait. Közben igen gyakran hevesen lőtték őket. Mivel a harcok folytatódtak, a tömeg Bengázi külvárosában megrohamozott egy katonai bázist, és arra kényszerítette a katonákat, hogy adjanak át minden fegyvert. Így tettek szert többek között három harckocsira is. Az ellenzékiek ezekkel a tankokkal vonultak a Katíba falaihoz. Még napokkal később is lehetett látni a tankok kiégett maradványait az épületegyüttes falain tört réseknél.

## A csata vége
A harcok február 20-án reggelig tartottak. Az utolsó 24 órában 30 ember vesztette az életét. Volt egy harmadik gyászmenet is a Katíba közelében. A gyászszertartás leple alatt egy öngyilkos merénylő autóba rejtett bombát robbantott fel a Katíba bejárata közelében. Az ellenzéki erők ismét elfoglalták pozícióikat. Ezúttal a harcok két másik gócpontjából is érkeztek haderők. Az épületegyüttesért folytatott végső ütközetnek 42 halálos áldozata lett. Délután Líbia belügyminisztere, Abd el-Fattáh Júnisz a „Villámcsapás” speciális egység élén mutatkozott, amelynek a bekerített laktanyák felszabadítása volt a feladata. Júnisz azonban átállt az ellenzékiekhez, de Kadhafi szimpatizánsainak szabad elvonulást biztosított. A katonák, mielőtt elhagyták volna a várost, tüzet nyitottak azon bajtársaikra, akik előzőleg megtagadták a tűzparancsot. Két városban összesen 130, a felkelőkhöz átállt katonát végeztek ki.

## Áldozatok
Bengáziban 240 ellenzékit öltek meg, köztük 130 kivégzett disszidens katonát. Ezen felül Al-Bajdában 63, Dernában 29 ellenzéki vesztette életét. A három városban a harcok alatt 332 ellenzéki vesztette életét. Kadhafi támogatói közül 111 katonát lőttek le. A felkelés leverésére ide vezényelt 325 zsoldos közül az ellenzéki erők 65 főt fogságba ejtettek és kivégeztek. További 236 élve hadifogságba került. A többiek sorsa ismeretlen.